# Justicia chlorantha
Justicia chlorantha är en akantusväxtart som beskrevs av William Grant Craib. Justicia chlorantha ingår i släktet Justicia och familjen akantusväxter. Inga underarter finns listade i Catalogue of Life.